# Bartolomeo Intieri
Bartolomeo Intieri (Montespertoli, 16 gennaio 1679 – Napoli, 21 febbraio 1757) è stato un agronomo italiano.

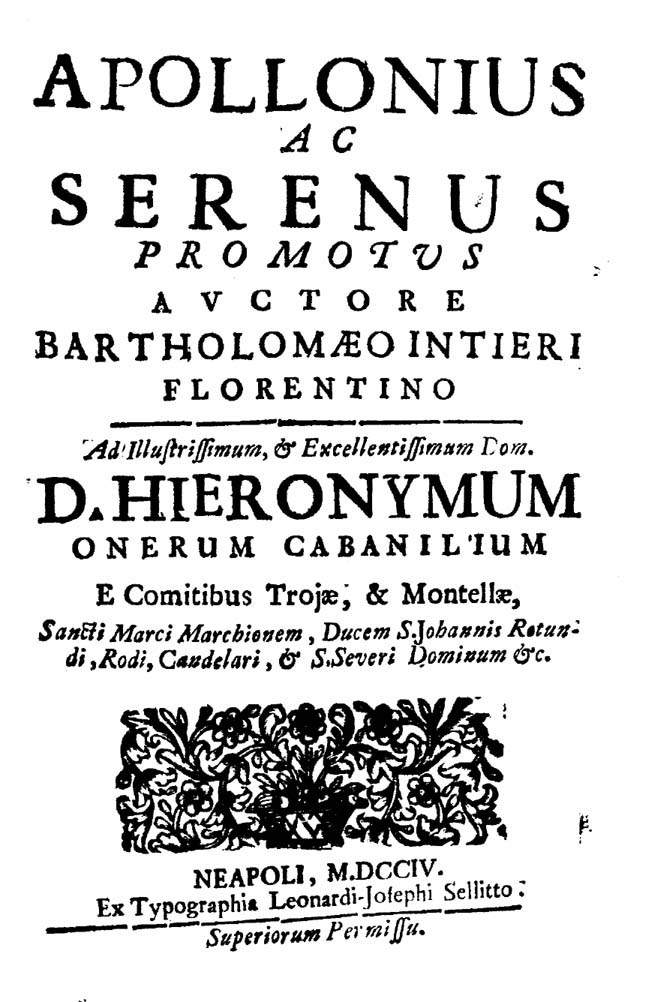
Apollonius ac Serenus promotus, 1704

Amministratore delle tenute napoletane di Corsini e de' Medici, studioso di agricoltura. Era amico di Galiani e di Antonio Genovesi, di cui finanziò la cattedra di economia e commercio.

## Biografia
Arrivò a Napoli nel 1699. In questo periodo si interessò agli studi di matematica dopo essersi accertato che fossero compatibili con il suo ruolo di sacerdote. La sua formazione culturale si basò su Cartesio, Galilei e Borelli. Compose due operette a San Marco dei Cavoti, presso Benevento dedicandole a G. Cavaniglia, marchese di san Marco. Dal momento che i suoi scritti non raggiunsero il successo sperato si rivolse ad Antonio Magliabechi  che si impegnò a divulgarli con maggiore successo. Grazie a Magliabechi entrò in contatto con altri studiosi del suo larghissimo ambito di letterato internazionale e bibliotecario. Si interessò di meccanica, in particolare applicandola alla costruzione di macchine agricole utili alla macina del grano. Dalle sue ricerche in questo campo pubblicò nel 1716 il trattato Nuova invenzione di fabbricar mulini a vento, dedicando l'opera a Wirich Philipp von Daun, principe di Teano e viceré di Napoli.
Nel marzo del 1734 presentò la sua candidatura come agente mediceo presso la corte di Napoli ottenendo immediatamente l'incarico con il compito di amministrare i beni allodiali dei Medici, impegnandosi contemporaneamente come informatore segreto del governo toscano. Le informazioni che forniva riguardavano gli spostamenti delle truppe, i contrasti tra la Curia romana e napoletana e le questioni popolari riguardanti le proteste e le adesioni nei confronti della monarchia. Successivamente anche quando nel 1743 venne esonerato dall'incarico in seguito alla morte di Anna Maria Luisa, ultima esponente della famiglia de' Medici, continuò a guadagnare 600 ducati sulle rendite dei beni medicei. In questi anni accumulò una notevole ricchezza che gli consentì di costruirsi un'accogliente residenza sui colli sorrentini, a Massa Equana (Massaquano), dove si circondò di molti amici con i quali teneva vari dibattiti culturali tra i quali vi erano, oltre a Galiani e Rinuccini, anche A. Genovesi e F. Galiani che sarebbero diventati due importanti esponenti dell'Illuminismo napoletano.
Apprezzava la profondità di pensiero e ragionamento di Genovesi e la loro intesa raggiunse il culmine nell'autunno del 1753 quando designò quest'ultimo per la cattedra di commercio e meccanica che proprio Intieri aveva istituito a proprie spese presso l'Università di Napoli. Genovesi a sua volta lo ringraziò dedicandogli il Discorso sopra il vero fine delle scienze e delle lettere. Il Discorso evidenziava l'attinenza fra scienza e benessere sociale. Nel 1751 fu pubblicato in forma anonima il trattato "Della moneta" e Intieri ne favorì il rapido successo presso i suoi amici sia in Toscana sia a Roma e solo dopo che l'opera ebbe raggiunto successo, Galiani uscì dall'anonimato.
Le pessime condizioni di salute degli ultimi anni lo costrinsero ad allontanarsi anche dagli amici più stretti fino alla morte avvenuta a Napoli il 21 febbraio 1757.
Nel 1970 l'avvocato Pietro Benucci ha voluto dotare il museo Campano di Capua di una raccolta libraria appartenuta a Bartolomeo Intieri.

## Opere
- (LA) Ad nova arcana geometrica detegenda aditus, Benevento, Stamperia arcivescovile, 1703.
- (LA) Apollonius ac Serenus promotus, Napoli, Leonardo Giuseppe Sellitto, 1704.
- Facilissimo metodo per la quadratura delle parabole di qualsivoglia grado, 1706.
- Della perfetta conservazione del grano, Napoli, Giuseppe Raimondi, 1754.